# 케임브리지 공녀 아우구스타
케임브리지의 아우구스타(영어: Princess Augusta of Cambridge, 독일어: Augusta Karoline von Cambridge, 1822년 7월 19일 ~ 1916년 12월 5일)는 메클렌부르크슈트렐리츠 대공 프리드리히 빌헬름의 아내이다. 케임브리지 공작 아돌푸스와 헤센카셀의 오거스타의 큰딸이자 조지 3세의 손녀로 태어났으며 본명은 오거스타 캐롤라인 샬럿 엘리자베스 메리 소피아 루이즈(Augusta Caroline Charlotte Elizabeth Mary Sophia Louise)이다. 빅토리아 여왕과는 사촌자매간이다. 형제로는 오빠 조지와 여동생 메리 아델라이드가 있다.
아우구스타는 1843년 6월 28일 프리드리히 빌헬름과 결혼했다. 프리드리히 빌헬름은 아우구스타의 이모인 마리의 아들로 이종사촌오빠였다. 결혼 후에도 아우구스타는 친정인 영국을 잊지 않고 자주 방문하며 영국 왕실과의 교류를 이어갔다. 아우구스타는 장수하여 94세의 나이에 죽었다.

## 자녀
- 아돌프 프리드리히 5세(1848~1914) - 메클렌부르크슈트렐리츠 대공